# British Home Championship 1889
De British Home Championship van 1889 was de 6e editie van de British Home Championship. Het toernooi werd gehouden van 23 februari tot en met 27 april 1889. Schotland werd kampioen.

## Eindstand
| Team      | Gsp | W | G | V | DV | DT | DS  | Ptn |
| --------- | --- | - | - | - | -- | -- | --- | --- |
| Schotland | 3   | 2 | 1 | 0 | 10 | 2  | +8  | 5   |
| Engeland  | 3   | 2 | 0 | 1 | 12 | 5  | +7  | 4   |
| Wales     | 3   | 1 | 1 | 1 | 4  | 5  | –1  | 3   |
| Ierland   | 3   | 0 | 0 | 3 | 2  | 16 | –14 | 0   |

## Wedstrijden
|                                                     |                                                              |       |                  |                                                                                         |
| 23 februari 1889 «onderlinge duels» 15:30 uur (UTC) | Engeland                                                     | 4 – 1 | Wales            | Victoria Ground, Stoke-on-Trent Toeschouwers: 6.000 Scheidsrechter: John Campbell (SCO) |
| 23 februari 1889 «onderlinge duels» 15:30 uur (UTC) | John Goodall Billy Bassett 65' Fred Dewhurst Jack Southworth |       | 14' William Owen | Victoria Ground, Stoke-on-Trent Toeschouwers: 6.000 Scheidsrechter: John Campbell (SCO) |

|                                                 |                                                      |       |                  |                                                                            |
| 2 maart 1889 «onderlinge duels» 15:30 uur (UTC) | Engeland                                             | 6 – 1 | Ierland          | Anfield, Liverpool Toeschouwers: 6.500 Scheidsrechter: Alfred Davies (WAL) |
| 2 maart 1889 «onderlinge duels» 15:30 uur (UTC) | Alf Shelton Jack Yates 35' Joe Lofthouse Jack Brodie |       | 10' James Wilton | Anfield, Liverpool Toeschouwers: 6.500 Scheidsrechter: Alfred Davies (WAL) |

|                                                 |                                                                                |       |         |                                                                                 |
| 9 maart 1889 «onderlinge duels» 15:30 uur (UTC) | Schotland                                                                      | 7 – 0 | Ierland | Ibrox Stadium, Glasgow Toeschouwers: 6.000 Scheidsrechter: William Stacey (ENG) |
| 9 maart 1889 «onderlinge duels» 15:30 uur (UTC) | Frank Watt 7', 10' David Black 25' Willie Groves 32', 50', 70' Tom McInnes 88' |       |         | Ibrox Stadium, Glasgow Toeschouwers: 6.000 Scheidsrechter: William Stacey (ENG) |

|                                                  |                                  |       |                                                         |                                                                                           |
| 13 april 1889 «onderlinge duels» 15:00 uur (UTC) | Engeland                         | 2 – 3 | Schotland                                               | Kennington Oval, Lambeth, Londen Toeschouwers: 10.000 Scheidsrechter: John Sinclair (IRL) |
| 13 april 1889 «onderlinge duels» 15:00 uur (UTC) | Billy Bassett 15' David Weir 17' |       | 55' Neil Munro 82' (e.d.) Harry Allen 90' James McLaren | Kennington Oval, Lambeth, Londen Toeschouwers: 10.000 Scheidsrechter: John Sinclair (IRL) |

|                                                  |       |       |           |                                                                                   |
| 15 april 1889 «onderlinge duels» 16:00 uur (UTC) | Wales | 0 – 0 | Schotland | Racecourse Ground, Wrexham Toeschouwers: 6.000 Scheidsrechter: William Jope (ENG) |
| 15 april 1889 «onderlinge duels» 16:00 uur (UTC) |       |       |           | Racecourse Ground, Wrexham Toeschouwers: 6.000 Scheidsrechter: William Jope (ENG) |

|                                                       |               |       |                               |                                                                                  |
| 27 april 1889 «onderlinge duels» 14:30 uur (UTC–0:25) | Ierland       | 1 – 3 | Wales                         | Ballynafeigh Park, Belfast Toeschouwers: 1.500 Scheidsrechter: Thomas Park (SCO) |
| 27 april 1889 «onderlinge duels» 14:30 uur (UTC–0:25) | John Lemon 1' |       | 20', 44', 60' Richard Jarrett | Ballynafeigh Park, Belfast Toeschouwers: 1.500 Scheidsrechter: Thomas Park (SCO) |